# Inspecteur de sécurité de la ville de Paris
 (septembre 2017).
Si vous disposez d'ouvrages ou d'articles de référence ou si vous connaissez des sites web de qualité traitant du thème abordé ici, merci de compléter l'article en donnant les références utiles à sa vérifiabilité et en les liant à la section « Notes et références ».
Ne pas confondre avec la Police municipale de Paris et Direction de la police municipale et de la prévention

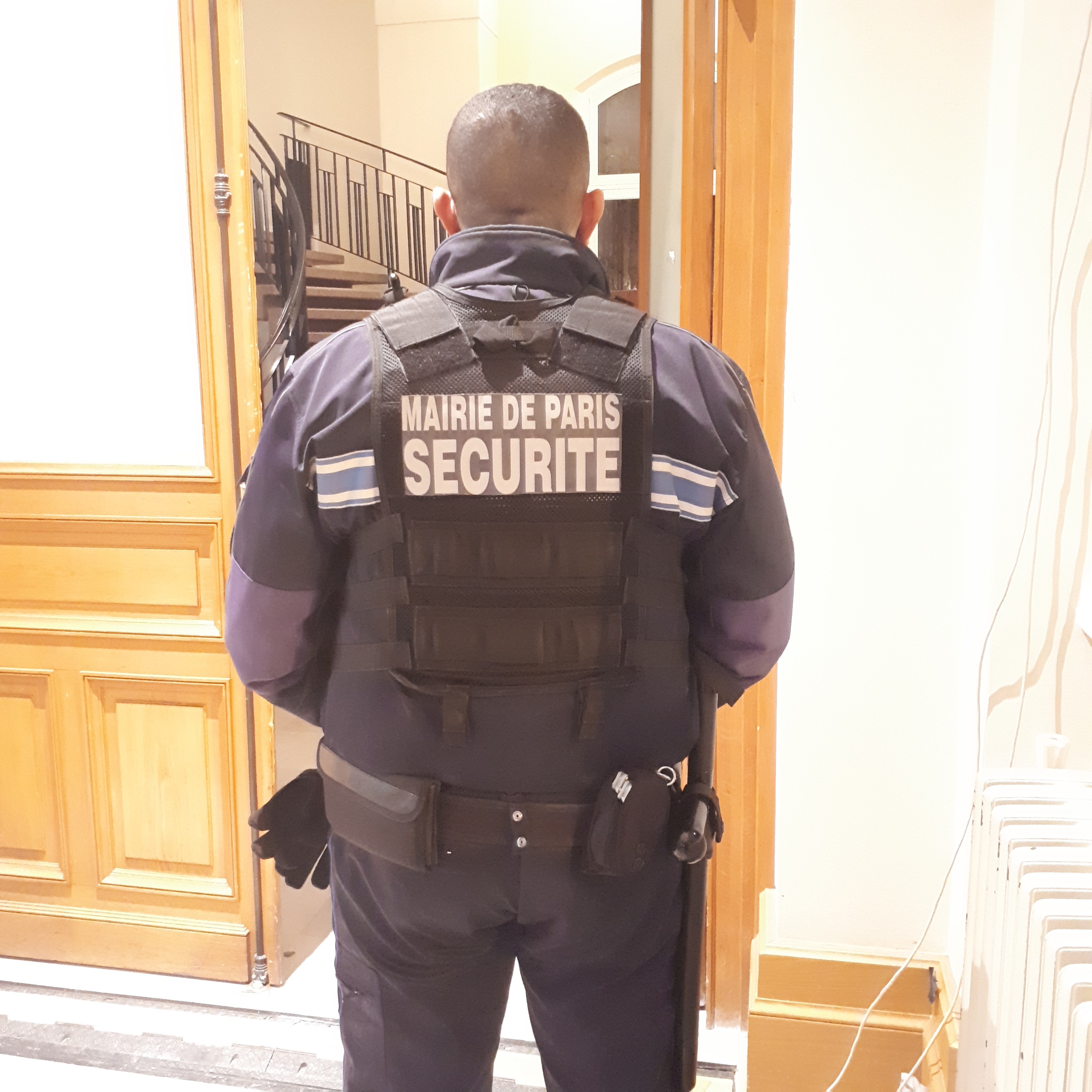
Inspecteur de sécurité de la ville de Paris - brigade polyvalente.

Les inspecteurs de sécurité de la ville de Paris (ISVP) sont des fonctionnaires de la ville de Paris appartenant à la filière sécurité.

## Description
Les ISVP dépendent de la Direction de la prévention, de la sécurité et de la protection (DPSP) au même titre que leurs collègues agents de surveillance de Paris. Ils participent à la lutte contre les incivilités à Paris. Ils constatent, entre autres, certaines infractions aux arrêtés de police du maire, notamment en  matière de salubrité ou nuisances sonores (jets de mégots, dépôts d'ordures, déjections canines, etc.), les occupations abusives du domaine public (exemple : les terrasses).
Les inspecteurs de sécurité sont des agents chargés d'un service de police en vertu de l'article 531-1 du Code de la sécurité intérieure. Ils sont également gardes particuliers en vertu de l'article 29 du Code de procédure pénal. Ce statut de garde particulier leur permet de protéger les propriétés et les équipements de la ville de Paris, y compris lorsque ces équipements se trouvent en dehors de la ville de Paris. Ils assurent la protection des usagers qui fréquentent les sites de la Ville ainsi que des personnes qui y travaillent.
Les inspecteurs de sécurité exercent leurs fonctions en uniforme. Ils sont agréés et assermentés. Leur équipement comprend un armement de catégorie B et D (tonfa ou matraque télescopique, aérosol de défense) ainsi qu'un gilet pare-balles et une paire de menottes.

## Recrutement

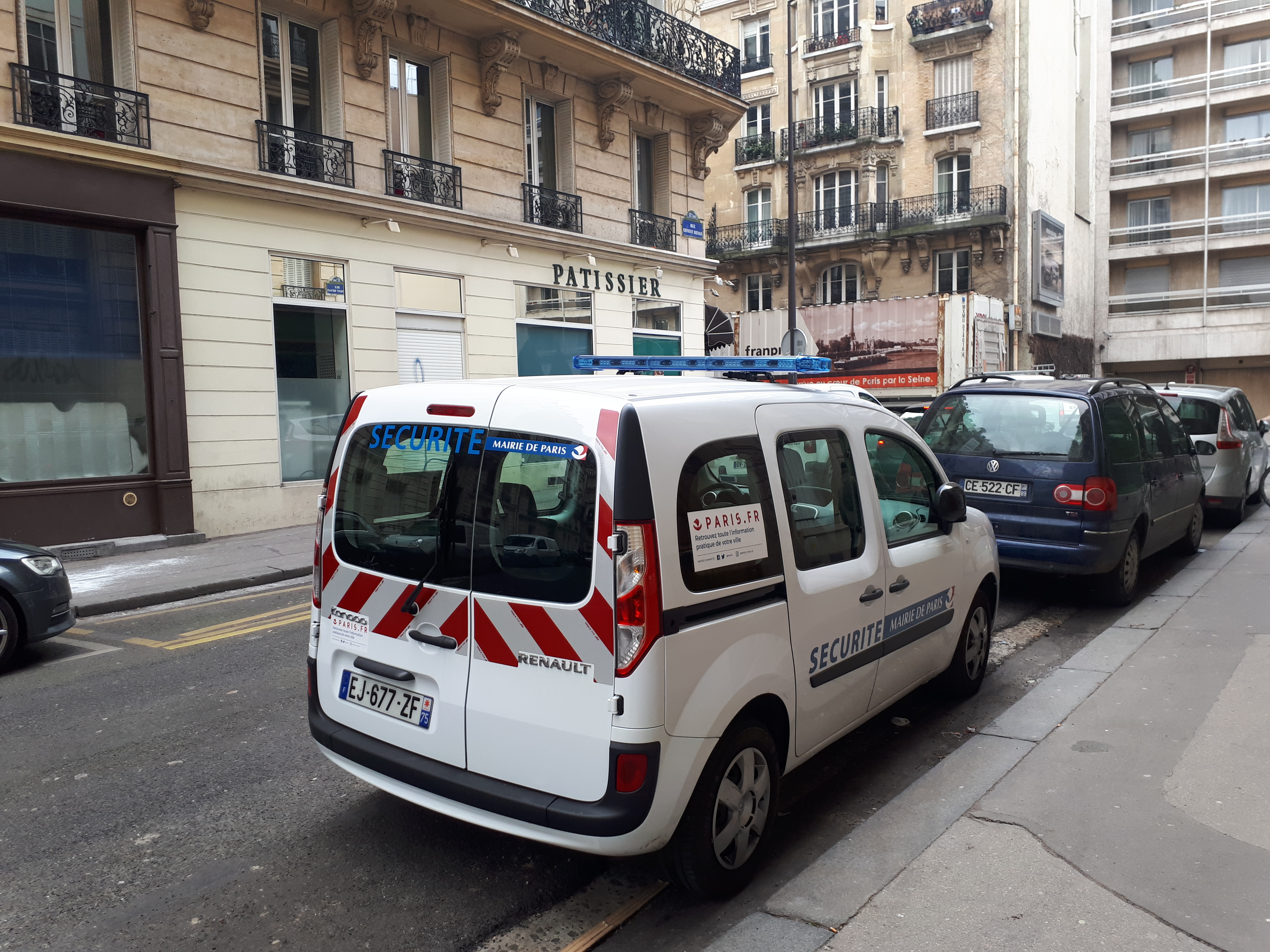
Véhicule de la DPSP.

Les inspecteurs de sécurité sont recrutés par voie de concours externe ou interne.

### Conditions d'inscription
- Être français ou ressortissant d’un État membre de l’Union européenne/l’Espace économique européen, de la Suisse, de Monaco ou Andorre ;
- jouir de ses droits civiques et ne pas avoir fait l'objet d'une condamnation incompatible avec l'emploi postulé figurant au bulletin no 2 du casier judiciaire ;
- se trouver en position régulière au regard du code du service national ;
- avoir été reconnu comme possédant les aptitudes physiques nécessaires pour assurer un service régulier (sur avis du médecin-chef de la ville de Paris après visite médicale pour les lauréats du concours) ;
- remplir les conditions d’âge légal pour travailler.

#### Par voie interne
Les conditions de recrutement sont les suivantes : 
- Être fonctionnaire ou agent non titulaire de l’État, des collectivités territoriales et des établissements publics qui en dépendent. Compter au 1er janvier de l’année du concours au moins une année de services civils effectifs (ne sont pas pris en compte les services effectués au titre d’un contrat de droit privé comme le contrat d’apprentissage ou le contrat emploi solidarité) ;
- Être toujours en fonction au jour de l’épreuve écrite d’admissibilité ;
- Détenir le permis de conduire « B » (tourisme) au jour de l’épreuve écrite d’admissibilité.

#### Par voie externe

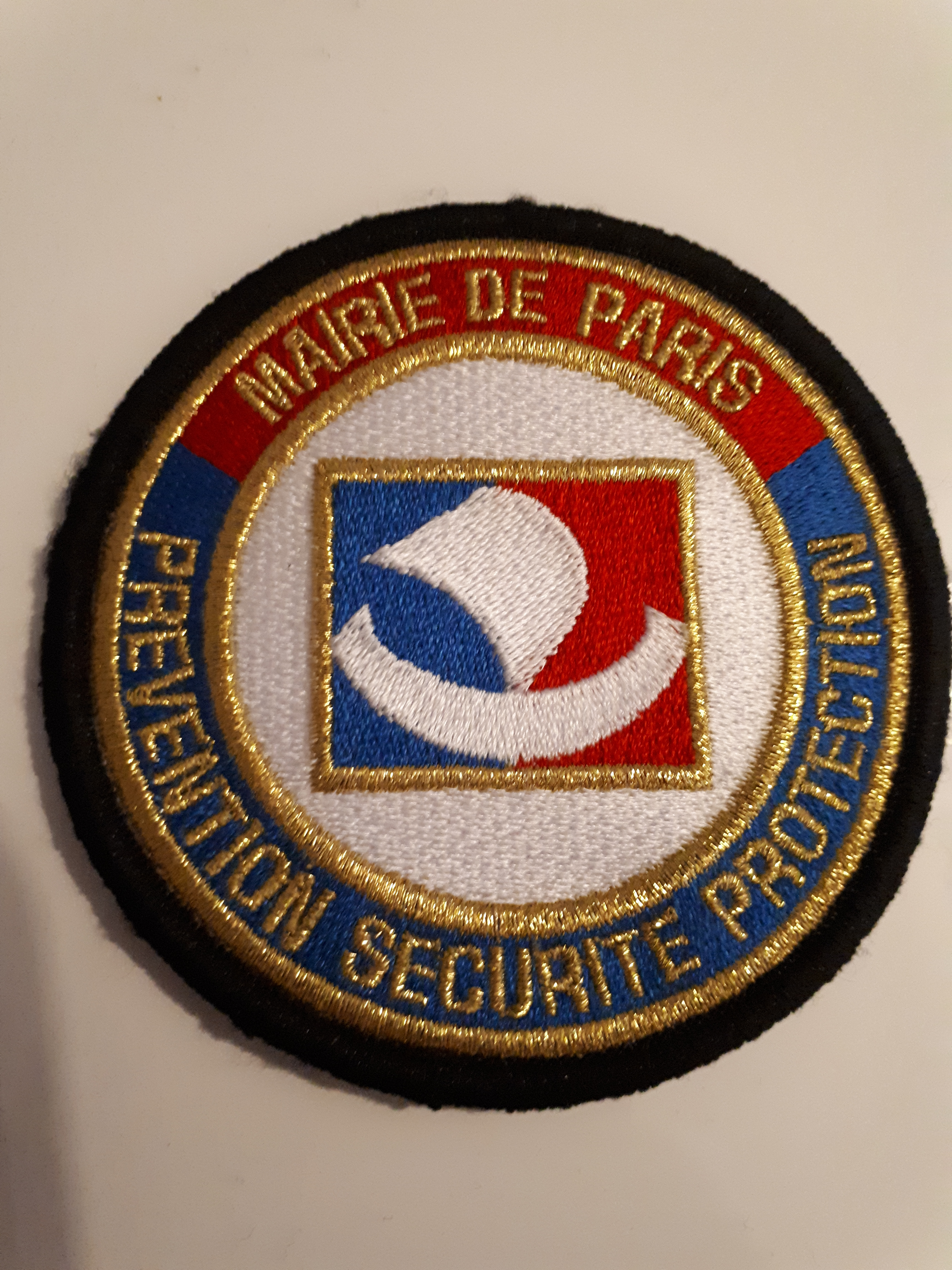
Écusson de la DPSP porté par les inspecteurs de sécurité de la ville de Paris (dits ISVP) et par les techniciens de tranquillité publique et de surveillance (dits TTPS).

- Détenir le permis de conduire « B » (tourisme).

### Épreuves du concours
Les concours externe et interne comportent les deux séries d’épreuves suivantes : 
- L'admissibilité : résolution, le cas échéant à partir d’un dossier, d’un ou plusieurs cas pratiques pouvant comporter des questions et se rapportant aux missions des inspecteurs de sécurité de la ville de Paris ;
- L' admission, qui consiste en un entretien avec le jury destiné à apprécier la motivation et les capacités des candidats à exercer le métier d’inspecteur de sécurité de la ville de Paris.

L'épreuve physique destinée à juger de l'aptitude physique des candidats a été supprimée (depuis environ 2010) ; elle est remplacée par une visite médicale. Enfin, une épreuve de mise en situation collective permet d'apprécier le comportement des candidats au sein d'un groupe.

## Missions et conditions d'exercice
Les inspecteurs de sécurité effectuent des missions de sécurisation telles que des évictions et verbalisations de vendeurs à la sauvette, de la présence dissuasive autour de sites sensibles comme le jardin du Champ-de-Mars, l'hôtel de ville, les pourtours de la basilique du Sacré-Cœur, etc.
Ils protègent les sites et équipements de la Ville de Paris, participent à des opérations conjointes avec la Police nationale (sécurisation des Champs-Élysées, aux abords de la tour Eiffel, évacuation de camps de migrants, etc).
Depuis le 12 septembre 2016 et la création de la Direction de la prévention, de la sécurité et de la protection, leurs missions se concentrent davantage autour de la lutte contre les incivilités. Ces agents, chargés d'un service de police, peuvent effectuer des relevés d'identité depuis le 23 janvier 2003.
Afin d'intervenir en toute sécurité, les inspecteurs de sécurité bénéficient d'un entraînement physique quotidien dispensé par des moniteurs d'éducation physique professionnelle.
Ces moniteurs sont sélectionnés parmi les inspecteurs de sécurité. Ils dispensent notamment des cours de Gestes et Techniques Professionnels d'Intervention (GTPI).
L'encadrement des inspecteurs de sécurité est assuré par les techniciens de tranquillité publique et de surveillance (catégorie B) et par des chefs de tranquillité publique et de sécurité (catégorie A).

## Évolution vers lapolice municipale
Le maire de Paris ne dispose pas des mêmes pouvoirs de police que les autres maires de France.
Ce pouvoir est partagé avec le préfet de Police. Néanmoins, de récentes évolutions législatives ont octroyé davantage de pouvoirs au maire de Paris,.
Les inspecteurs de sécurité effectuent des missions très proches et parfois similaires à celles dévolues aux policiers municipaux.
Leur uniforme est pratiquement identique à celui de la police municipale. Toutefois, la maire de Paris Anne Hidalgo préfère parler de « police du quotidien ».
Le 9 mai 2017, le groupe Les Républicains dépose un vœu au Conseil de Paris, visant à armer les inspecteurs de sécurité. La maire de Paris ne prend alors pas de position définitive. Elle déclare en 2018 ne pas avoir de tabou concernant la question de l'armement,,.
Le 25 janvier 2019, Anne Hidalgo indique son souhait de créer une police municipale.
Les différents corps de la DPSP sont amenés à fusionner dans le cadre de la création de cette police municipale de Paris. La formation des inspecteurs de sécurité pour que ce service intègre la police municipale a commencé en avril 2021 ; elle est de 56 jours, suivie d'un stage de 10 jours dans la police municipale à proximité du lieu d'habitation des inspecteurs (hors Paris, donc, puisqu'il n'y a pas encore de police municipale à Paris). Quelque 3000 inspecteurs et agents de surveillance de Paris doivent passer cette formation sur les deux ans à venir (l'échéance visée est celle des Jeux olympiques d'été de 2024).